# Renton (Washington)
Renton é uma cidade localizada no estado norte-americano de Washington, no Condado de King. A cidade foi incorporada em 6 de setembro de 1901.
Depois de uma longa história como uma importante área de pesca de salmão para os nativos americanos, Renton foi colonizada por descendentes de europeus na década de 1860. Sua economia inicial baseava-se na mineração de carvão, produção de argila e exportação de madeira. Atualmente, Renton é mais conhecida como o ponto de montagem final para os aviões da família Boeing 737, mas também é o lar de um número crescente de fábricas bem conhecidas, tecnologias e organizações de saúde, incluindo Boeing Commercial Airplanes Division, Paccar, Kaiser Permanente, IKEA, Providence Health & Services, UW Medicine e Wizards of the Coast.

## Demografia
Segundo o censo norte-americano de 2000, a sua população era de 50.052 habitantes.
Em 2006, foi estimada uma população de 58.534, um aumento de 8482 (16.9%).

## Geografia
De acordo com o United States Census Bureau tem uma área de 44,8 km², dos quais 44,1 km² cobertos por terra e 0,7 km² cobertos por água. Renton localiza-se a aproximadamente 14 m acima do nível do mar.

## Localidades na vizinhança
O diagrama seguinte representa as localidades num raio de 8 km ao redor de Renton.